# Necydalis choui
Necydalis choui là một loài bọ cánh cứng trong họ Cerambycidae.